# Kana Tsugihara
Kana Tsugihara, född den 25 augusti 1984 i Tokyo, är en japansk gravuremodell och skådespelerska. Hon framträder ofta i japansk TV-reklam och japanska veckotidningar.
Hon är en av många så kallade japanska idoler som vunnit stor berömmelse både hemma i och utanför Japan.

## DVD-filmer
- Next Kana (2004)
- Akasatana (2004)
- Gachinko Suiei Battle Taikai (2004)
- Fuwa Fuwa (2004)
- Idol One: Colorful (2005)
- Kanari (2005)
- Love Pop  (2005)
- Sweet Cutie (2005)
- EX (2006)
- Invitation (2006)
- Beauty Queen (2006)
- Jonetsu (2006)
- When a Canary Cries (2007)
- Idol One: Semedoki (2007)